# 羽田美智子
羽田 美智子（はだ みちこ、1968年9月24日 - ）は、日本の女優、実業家。
茨城県常総市（旧：水海道市）出身。常総市立水海道中学校、茨城県立水海道第二高等学校、帝京女子短期大学秘書科（現：帝京大学短期大学現代ビジネス学科）卒業。レプロエンタテインメント所属。

## 略歴
生家は宮大工だった先祖が江戸時代に建てた築100年ほどの古い日本家屋。3人兄弟の末っ子で、二人の兄がいる。9人家族の中で育ち、母親はたばこ店を兼ねた飲食店を営んでいたが、2014年12月に閉店。
高校を卒業の後、進学のため上京。短大在学中の1988年、日本旅行のキャンペーンガールに選ばれ、デビュー。映画のオーディションに合格して、女優への道へと進む。
テレビドラマ・CM・映画出演にてキャリアを積み重ね、1994年公開の映画『RAMPO』のヒロイン役に抜擢され一躍注目を集めて、第18回日本アカデミー賞新人俳優賞ならびにエランドール賞新人賞を受賞。この映画の出演後、奥山和由の下で、「松竹専属の映画女優」として活動したが、奥山和由の失脚後は松竹専属を解除された。以降は『女王の教室』や『サラリーマン金太郎』などテレビドラマのヒット作に出演している。2006年10月からは『京のいっぴん物語』（関西テレビ/KBS京都共同製作）にレギュラー出演している。

### 私生活
2001年にエジプト・アレクサンドリア沖の海底遺跡の水中取材に備えてダイビングのライセンスを取得する際に、インストラクターとして知り合った水中探検家でカメラマンの広部俊明と30代後半に再会し交際を開始。約2年の交際期間を経て、2011年5月5日に婚姻届を提出し結婚した。
夫が活動の拠点としている沖縄県恩納村と羽田が仕事の拠点にしている東京に居を構え、仕事の合間に年2回ほどのペースで沖縄を訪れる云わば通い婚のような生活を送っていた。結婚から間もなく羽田は妊娠したが、妊娠5か月で流産。羽田自身も流産後の分娩で生死の境をさまようほど心身に負担がかかった。妊娠・流産したことは近しい者以外には知らせておらず、2020年10月に上梓したエッセイ本『羽田さんに聞いてみた、小さな幸せの見つけ方』にて初めてその事を公表した。
2017年に離婚していたことを2018年3月9日に自身のブログを通じて発表した。「拠点の違う二人にとって、家族としての時間を築くのは簡単なものではありませんでした」と、共に暮らす時間が少なく、生活の擦れ違いが原因のひとつであったと述べている。

## 人物・エピソード
- 身長は161cm、スリーサイズはB80cm、W58cm、H85cm。足のサイズは23.5cm[10]。
- 血液型A型。
- 趣味は旅行と写真[16]。
- 特技はスキューバダイビング。
- 義理の高祖父（5代前）とその先代は宮大工をやっており[5]、高祖父の甚藏は旧水海道小学校本館を設計・施工するなど地元では有名な大工だったが、最初にとった養子が21歳で落馬して急死したため、宮大工を後代に継がせるのを諦めた。次にとった養子はポマードなどの理髪用品の問屋を開いたが、彼もまた跡取りになる男子3人を相次いで結核で亡くしたため、娘に婿養子を取らせて跡取りとした。その婿養子が祖父となる[17]。
- 神社仏閣巡りを好む。「曾祖父が宮大工だった影響からか」とも話したことがある[5]。
- 渡辺美里とは親交が深く、アルバムにもコーラス参加をしている。
- 幼い頃から遊びは野球で、高校時代はソフトボール部に所属にしていてポジションはセカンド。
- 視力が弱く、自宅では眼鏡を、仕事中はコンタクトレンズを使用している。
- 2019年、セレクトオンラインショップ「羽田甚商店」を始める。羽田甚とは羽田家に代々伝わる屋号のことで、先述の高祖父から代々使っていたもの。2015年、羽田の両親の代で看板を下ろしたが、一度は消えかけた羽田甚の屋号を受け継ぐ形（6代目店主）となった[18]。
- 長年「おかしな刑事」で共演した伊東四朗のことを芸能界の父として慕い、ドラマが終わってからもお父さんと呼んでいる。[19]

## 出演

### テレビドラマ
- 水曜ドラマ 疑惑の家族（1988年10月12日 - 12月7日、TBS）
- パンは焼きたて（1989年6月1日 - 15日、テレビ朝日）
- アメリカ映画みたいに -春にして君を離れ-（1989年6月17日、TBS）
- ヒラナリ君ナリヒラ君（1989年6月19 - 22日、TBS）
- ホテル物語・夏!（1989年7月26日 - 9月27日、TBS）
- クリスマス・イブ（1990年10月12日 - 12月21日、TBS） - 村上英子 役
  - クリスマスイヴからはじめよう（1991年10月4日）
- ドラマチック22 改札口（1990年11月24日、TBS）
- トワイライトはいつも雨降り（1990年12月10日、関西テレビ）
- 連続テレビ小説（NHK） 
  - 君の名は（1991年4月1日 - 1992年4月4日） - 加瀬田和子 役
  - ウェルかめ（2009年9月28日 - 2010年3月27日） - 浜本加代 役
  - ひよっこ（2017年4月 - 9月） - 助川君子 役
- ラブストーリーを君に…「どんなときも。」（1992年1月3日、テレビ朝日）
- 女事件記者立花圭子（1992年4月9日 - 6月18日、テレビ朝日） - 石川京子 役
- 夏の嵐!（1992年8月13日 - 9月24日、TBS）
- 本当にあった怖い話（1992年、テレビ朝日）
- 泣きたい夜もある 第23回「ご入園のてびき」（1993年9月12日、TBS） - 主演・真佐子
- 水曜劇場 それが答えだ!（1997年7月2日 - 9月17日、フジテレビ） - 平林有理子 役
- 新・腕におぼえあり〜よろずや平四郎活人剣〜（1998年9月11日 - 1999年3月12日、NHK） - 早苗 役
- 金曜エンタテイメント ニュースキャスター沢木麻沙子（1998年 - 2003年、フジテレビ） - 主演・沢木麻沙子 役
- サラリーマン金太郎（1999年 - 2004年、TBS） - 中村真澄 役
  - サラリーマン金太郎（1999年1月10日 - 3月21日）
  - サラリーマン金太郎スペシャル（1999年10月3日）
  - サラリーマン金太郎2（2000年4月9日 - 7月2日）
  - サラリーマン金太郎3（2002年1月6日 - 3月17日）
  - サラリーマン金太郎4（2004年1月15日 - 3月18日）
- 小市民ケーン（1999年7月6日 - 9月21日、フジテレビ） - 紺野真理子 役
- 青い鳥症候群（1999年10月16日 - 12月11日、テレビ朝日） - 磯村亜紀 役
- 催眠（2000年7月9日 - 9月17日、TBS） - 朝比奈宏美 役
- HERO「第10話」（2001年、フジテレビ） - 榎本由起 役
- 世にも奇妙な物語（2001年 - 、フジテレビ）
  - 「心臓の思い出」（2001年） - 主演・槙原緑 役
  - 「フラッシュバック」（2008年） - 浅野あぐり 役
- 大河ドラマ 利家とまつ〜加賀百万石物語〜（2002年1月6日 - 12月15日、NHK） - ゆう 役
- 量刑（2002年6月15日、NHK-BS2）
- 陰陽師☆安倍晴明〜王都妖奇譚〜（2002年7月2日 - 7月30日、フジテレビ） - 彩子 役
- 迷路荘の惨劇（2002年10月2日、テレビ東京） - 篠崎倭文子 役
- サイコドクター（2002年10月9日 - 12月18日、日本テレビ） - 森三七子 役
- 土曜ワイド劇場 実況中継された連続殺人!覗く女（2002年、テレビ朝日） - 藤季樹里 役
- 土曜ワイド劇場 科学捜査研究所・文書鑑定の女シリーズ（2002年 - 、テレビ朝日） - 主演・小山内夕香 役
  - 科学捜査研究所・文書鑑定の女 遺書を握った死美人の謎!（2002年2月2日）
  - 科学捜査研究所・文書鑑定の女 ニセ2000円札に隠された殺意の凶器!（2004年2月7日）
  - 科学捜査研究所・文書鑑定の女 死体の顔に書かれた謎の文字!（2006年2月25日）
- 土曜ワイド劇場 おかしな刑事シリーズ（2003年 - 、テレビ朝日、【W主演：伊東四朗】） - 主演・岡崎真実（刑事） 役
  - おかしな刑事 伊勢志摩の真珠に秘められた謎の連鎖（2003年8月23日）
  - おかしな刑事 飛騨高山〜郡上八幡殺人ルート（2005年8月6日）
  - おかしな刑事 美人モデル殺人 伊香保温泉に金と愛欲の罠!（2006年6月24日）
  - おかしな刑事 海面2メートル!時間差殺人の謎（2007年8月11日）
  - おかしな刑事 新潟十日町着物ショーに父娘潜入捜査!（2009年3月28日）
  - おかしな刑事 父娘捜査・日光鬼怒川、明智伝説がつなぐ二つの転落死体!（2010年4月3日）
  - おかしな刑事 サクラソウは見ていた!死体に付いた花弁と女流画家の美しい罠（2011年6月4日）
  - おかしな刑事 居眠り刑事とエリート女警視の父娘捜査・東京タワーは見ていた!（2011年12月10日）
  - おかしな刑事 居眠り刑事とエリート女警視の父娘捜査 鬼女の絵馬がつなぐ二つの死体!（2012年10月13日）
  - おかしな刑事 居眠り刑事とエリート女警視の父娘捜査 花笠まつり殺人事件（2013年6月22日）
  - おかしな刑事 居眠り刑事とエリート女警視の父娘捜査 女性弁護士殺人事件（2014年6月7日）
  - おかしな刑事 居眠り刑事とエリート女警視の父娘捜査 美しき死体〜ゴミ屋敷殺人事件（2015年7月25日）
  - おかしな刑事 居眠り刑事とエリート女警視の父娘捜査 完全密室の劇場でスポットライトを浴びた死体!（2016年10月22日）
  - おかしな刑事 2022（2022年12月27日）[20]
  - おかしな刑事最終回! 大千秋楽スペシャル（2024年1月6日〉[21]
- 月曜ミステリー劇場 探偵 左文字進8・鶴富姫伝説の殺意（2003年9月29日、TBS） - 森島みづき 役
- トリック「episode 4 死を呼ぶ駄洒落歌」（2003年11月27日・12月4日、テレビ朝日） - 亀山千鶴 役
- 月曜ミステリー劇場 長く孤独な誘拐（2004年2月2日、TBS） - 森脇加代 役
- 相棒「第4・5話 女優 〜前編・後編〜」（2004年11月10・24日、テレビ朝日） - 小峰夕月 役
- 日曜劇場 夫婦。（2004年10月10日 - 12月19日、TBS） - 待田幸子 役
- 火曜サスペンス劇場 六月の花嫁 櫛（2005年6月24日、日本テレビ） - 主演・黒田真理子 役
- 女王の教室（2005年7月2日 - 9月17日、日本テレビ） - 神田章子 役
- おみやさん（第4シリーズ）「File No.1」（2005年10月19日、テレビ朝日） - 白木未歩 役
- 今夜ひとりのベッドで（2005年10月20日 - 12月22日、TBS） - 久住玲子 役
- 月曜ミステリー劇場 横山秀夫サスペンス 三ツ鐘署シリーズ『深追い』（2005年11月7日、TBS） - 高田明子 役
- 警視庁捜査一課9係・特捜9シリーズ（2006年 - 、テレビ朝日） - 小宮山志保（刑事） 役
  - 警視庁捜査一課9係（2006年4月19日 - 6月21日）
  - 警視庁捜査一課9係 年末スペシャル（2006年12月27日）
  - 警視庁捜査一課9係 season2（2007年4月25日 - 6月20日）
  - 警視庁捜査一課9係 season3（2008年4月16日 - 6月18日）
  - 新・警視庁捜査一課9係（2009年7月1日 - 9月16日）
  - 新・警視庁捜査一課9係 season2（2010年6月30日 - 9月15日）
  - 新・警視庁捜査一課9係 season3（2011年7月6日 - 9月14日）
  - 警視庁捜査一課9係 season7（2012年7月4日 - 9月5日）
  - 警視庁捜査一課9係 season8（2013年7月10日 - 9月11日）
  - 警視庁捜査一課9係 season9（2014年7月9日 - 9月10日）
  - 警視庁捜査一課9係 2時間スペシャル（2014年10月5日）
  - 警視庁捜査一課9係 season10（2015年4月22日 - 7月1日）
  - 警視庁捜査一課9係 season11（2016年4月6日 - 6月15日）
  - 警視庁捜査一課9係 season12（2017年4月12日 - 6月7日）
  - 特捜9 season1（2018年4月11日 - 6月13日）
  - 特捜9 スペシャル（2019年4月7日）
  - 特捜9 season2（2019年4月10日 - 6月26日）
  - 特捜9 season3（2020年4月8日 - 7月22日）
  - 特捜9 season4（2021年4月7日 - 6月30日）
  - 特捜9 season5（2022年4月6日 - 6月22日）[22]
  - 特捜9 season6（2023年4月5日 - 5月31日）[23]
  - 特捜9 season7（2024年4月3日 - 6月5日）[24]
  - 特捜9 final season（2025年4月9日 - 6月11日）[25]
- 雨やどりの恋 〜うさぎと亀より〜（2006年7月18日、テレビ朝日、DRAMA COMPLEX） - 名村里沙子 役
- 新・桃太郎侍「第1話」（2006年7月25日、テレビ朝日） - おとせ 役
- 演歌の女王「第１幕」（2007年1月13日、日本テレビ） - 幸田 役
- 江原啓之への質問状 〜永遠の記憶〜（2007年5月27日、WOWOW） - 小暮佐智子 役
- おいしいごはん 鎌倉・春日井米店（2007年10月25日 - 12月13日、テレビ朝日） - 宇喜田円 役
- 彗星物語（2007年12月3日、TBS） - 城田めぐみ 役
- 鞍馬天狗（2008年1月17日 - 3月6日、NHK） - 幾松 役
- 誤算（2008年3月2日、テレビ東京、水曜ミステリー9） - 川村奈緒（看護師） 役
- 四つの嘘（2008年7月10日 - 9月4日、テレビ朝日） - 戸倉美波 役 ※ナレーション担当
- 恋空（2008年8月2日 - 9月13日、TBS） - 田原安江 役
- ルパンの消息（2008年9月21日、WOWOW） - 日高鮎美 役
- 長生き競争!（2008年12月26日、東海テレビ） - 白石智子 役
- スマイル（2009年、TBS） - 下平香苗 役
- ドラマティックバス （2009年7月8日、NHK-BS） - 村上菜也子 役
- 金曜プレステージ 屋台弁護士3・燃える屋台!村雨父子絶体絶命!（2009年9月11日、フジテレビ） - 風間英里子 役
- 柳生武芸帳（2010年1月2日、テレビ東京、新春ワイド時代劇） - 春 役
- エンゼルバンク 第3話（2010年1月28日、テレビ朝日） - 岡本麗華 役
- 大河ドラマが描かない坂本龍馬の真実（2010年6月29日、日本テレビ） - 坂本乙女 役
- 花嫁のれん（2010年 - 2015年、東海テレビ） - 主演・神楽奈緒子 役
  - 花嫁のれん（第1シリーズ）（2010年11月1日 - 12月29日）
  - 花嫁のれん（第2シリーズ）（2011年10月31日 - 12月29日）
  - 花嫁のれん（第3シリーズ）（2014年1月6日 - 3月28日）
  - 花嫁のれん（第4シリーズ）（2015年1月5日 - 3月27日）
- 月曜ゴールデン 世田谷駐在刑事（2012年6月18日、TBS） - 小林陽子 役
  - 世田谷駐在刑事2（2013年4月7日）
- 松本清張没後20年特別企画 ドラマスペシャル 波の塔（2012年6月23日、テレビ朝日） - 結城頼子 役
- 第二楽章（2013年4月16日 - 6月11日、NHK） - 主演・白瀬茉莉 役
- 月曜ゴールデン オバベン -京都ふたりの女弁護士-（2013年6月24日、TBS） - 主演・富永優美子 役
  - オバベン -京都ふたりの女弁護士-2（2016年2月29日）
- 妻と飛んだ特攻兵（2015年8月16日、テレビ朝日、戦後70年ドラマスペシャル） - 道場悦 役
- 東京ウエストサイド物語（2015年12月2日、NHK BSプレミアム、地域発ドラマ） - 高山晴江 役[26]
- 天才バカボン〜家族の絆（2016年3月11日、日本テレビ） - 愛鮫富士子 役[27]
- 嵐の涙〜私たちに明日はある〜「最終話」（2016年3月31日、東海テレビ） - 神楽奈緒子 役 ※友情出演
- ドラマスペシャル 巨悪は眠らせない 特捜検事の逆襲（2016年10月5日、テレビ東京） - 岩下希美 役
  - 巨悪は眠らせない 特捜検事の標的（2017年10月4日）
- ウチの夫は仕事ができない 第5話（2017年8月5日、日本テレビ） - 恩田優子 役
- 指定弁護士（2018年9月23日、テレビ朝日） - 神林京子 役[28]
- 隕石家族（2020年4月11日 - フジテレビ） - 主演・門倉久美子 役
- 夜がどれほど暗くても（2020年11月22日 - 12月13日、WOWOW） - 志賀鞠子 役
- #コールドゲーム（2021年6月6日 - 7月24日、東海テレビ・フジテレビ） - 主演・木村祥子 役[29]
- パパとムスメの7日間（2022年7月27日 - 9月14日、TBS） - 川原理恵子 役[30]
- 老害の人（2024年5月5日 - 6月2日、NHK BS・NHK BSプレミアム4K） - 林里枝 役[31]
- きみは面倒な婚約者 プラチナ編（2025年3月29日 - 、テレビ朝日） - 加治屋菫 役[32]

### 映画
- ボクが病気になった理由「第3話 ハイパーテンション・ロード」（1990年、アルゴプロジェクト） - 田辺美穂 役
- 就職戦線異状なし（1991年6月22日公開、東宝） - 依田麻子 役
- RAMPO（1994年6月25日公開、松竹） - 静子 役
- 人でなしの恋（1995年10月28日公開、松竹） - 主演・門野京子 役
- 大統領のクリスマスツリー（1996年、松竹） - 主演・川端燐（きらり） 役
- 栄光と狂気（1996年、松竹） - タキ 役
- 美味しんぼ（1996年、松竹） - 栗田ゆう子 役
- 瀬戸内ムーンライト・セレナーデ（1997年、松竹） - 小町 役
- フラワーズ・オブ・シャンハイ（1998年、松竹） - 小紅 役
- F (エフ)（1998年3月14日公開、松竹） - 主演・萩野ヒカル 役
- サラリーマン金太郎（1999年11月13日公開、東宝） - 中村真澄 役
- 地雷を踏んだらサヨウナラ（1999年 シネカノン） - 一ノ瀬淑乃 役
- 天国までの百マイル（2000年、日活） - 英子 役
- 感染（2004年10月2日公開、東宝） - 中園雪乃 役
- Watch with Me 〜卒業写真〜（2007年4月21日公開、ティ・ジョイ） - 上野由紀子 役
- チェスト!（2008年4月19日公開、ティ・ジョイ） - 矢代雪子 役
- ジェネラル・ルージュの凱旋（2009年3月7日公開、東宝） - 花房美和 役
- 僕たちのプレイボール（2010年5月15日公開、ゴー・シネマ） - 柊加奈子 役
- ほしのふるまち（2011年3月26日富山県先行公開 4月2日一般公開、よしもとアール・アンド・シー） - 一ノ瀬陽子 役
- Paradise Kiss（2011年6月4日公開、ワーナー・ブラザース） - 早坂保子 役
- この道（2019年1月11日公開、HIGH BROW CINEMA） - 与謝野晶子 役

### インターネットドラマ
- とっても甘いの～C'EST TRES DOUX～ (2009年5月、BeeTV) - 桜清子 役
- チェイス 第1章（2017年 - 2018年） - 斉藤真紀子 役
- きみは面倒な婚約者 ダイヤ編（2025年3月3日、TELASA） - 加治屋菫 役[32]

### バラエティ番組
- 板東英二のクリックPAPA
- 生中継ふるさと一番!(2005年10月3日 - 2008年1月8日、NHK総合) 旅人 - 記念すべき第一回の旅人だった。
- その原因、Xにあり!（2016年10月28日 - 2017年、フジテレビ）- 準レギュラー [33]
- アド街ック天国（テレビ東京）
  - 2011年3月26日 -【箱根湯本】
  - 2014年5月3日 -【茨城・笠間市】
  - 2017年11月4日 -【茨城・髙萩】
  - 2025年2月22日 -【茨城・桜川】
- 帰れマンデー見っけ隊!!（テレビ朝日）
  - 2018年6月11日 -「大人気回転寿司店で帰れま10〜スシロー 第2弾〜」
  - 2019年5月13日 -「秘境路線バスに乗って飲食店を見つける旅（榛名湖〜伊香保）」
  - 2021年8月30日 -「天然女優・羽田美智子と尾上右近&宮近海斗で天然三銃士結成!? サンドも大困惑の秘境バスサンド!!」
  - 2023年5月22日 -「羽田美智子&深川麻衣にサンドと大仲良し友近&キスマイ二階堂　絶景! 富士山一望の大パノラマ『天空テラス』を目指す爆笑珍道中!」
  - 2025年2月24日 -「国宝&秘仏 特別公開連発!「京都」世界遺産登録30周年記念SP 羽田美智子×藤木直人×SixTONES髙地優吾が絶品グルメ探し&激レア国宝へ特別潜入!」
- 徹子の部屋（テレビ朝日）
  - 2021年6月29日
  - 2025年6月10日
- 移食住 ～日本全国! お試し移住ツアー～（2024年12月30日、BSフジ）- 第1弾の移住体験者（前川泰之と）
- 羽田美智子の京都界わいめぐり（2025年1月20日 - 24日、NHK BSプレミアム4K/1月27日 - 31日、NHK BS）- 旅人

### 教養番組
- おしゃれ工房（2009年4月 - 2010年3月、NHK教育） 月末/準レギュラー
- 京のいっぴん物語（2000年 - 2010年、KBS京都）
- 羽田美智子の京都専科（2010年 - 2012年、KBS京都、BS11ほか）
- チャレンジ!ホビー〜夢が実現 わたしだけのガラスの器（2011年2月7日 -  2011年3月21日、NHK教育） - 生徒
- 直伝 和の極意 「華麗 優雅 にっぽんの色を染める」（2012年1月10日 -  2012年2月28日、NHK教育） - 進行
- おとなの修学旅行 伝統と革新の旅 京都編（2012年12月23日、BS-TBS） - ナレーター
- 趣味どきっ!「石川九楊の臨書入門」（2015年10月 - 11月（全8回）、NHK Eテレ）
- 羽田美智子のにっぽん旅〜味・技・心〜（2019年2月28日 - 4月25日、BS日テレ）
- おかげさま!令和最初のお伊勢さん（2019年12月21日、東海テレビ） - 旅人
- 羽田美智子 長崎こころの旅〜うまか ながさき。〜（2021年1月21日・2022年1月22日、テレビ長崎）
- 発見!ニッポンの神業スペシャル!（2021年10月29日・2022年2月25日・6月24日・9月23日、BS日テレ） - スペシャルゲスト
- あなたの知らない京都旅 ～1200年の物語～（BS朝日）- 旅人
  - 2024年10月31日 -「日本に生まれてよかった〜今こそ触れたい京都の文化〜」
  - 2024年12月27日 - 2時間スペシャル「美しき3人がめぐる世界に誇る京都」
  - 2025年1月16日 -「名優５人が味わう旬の京料理」
  - 2025年2月13日 -「世界が認めた都の美」
  - 2025年2月27日 -「春を先取り! 古都歩き」

### ドキュメンタリー
- 羽田美智子のカナダ・バンクーバー ナチュラルライフと出会う旅（2010年2月21日、BS朝日） - ナビゲーター
- BS日テレ開局10周年特別番組『ベートーヴェンが愛した女性たち』（2010年3月21日、BS日テレ） - ナビゲーター
- 福島ふるさと物語〜ほんとうの空・ほんとうの山・ほんとうの海〜（2014年2月、福島テレビ制作） - ナビゲーター
- 海の日スペシャル 水中探検家が巡る フィリピンの海 小さな生物たちの楽園（2014年7月21日、BS朝日） - ナレーション
- 島々の天主堂〜教会建築の父・鉄川与助〜（2016年1月23日、テレビ長崎制作） - ナビゲーター
- 発見!体感!にっぽん水紀行「富士山からの贈りもの」（2016年10月14日、NHK BSプレミアム） - ナビゲーター
  - 発見!体感!にっぽん水紀行「宮崎・高千穂峡から延岡へ」(2018年8月5日 16:10～17:09、NHK BSプレミアム） - ナビゲーター
- 小説「沈黙」の旅 〜遠藤周作と長崎〜（2017年1月28日、テレビ長崎制作） - ナビゲーター
- 西郷隆盛紀行 南の島での“誓い”（2018年2月2日、NHK鹿児島） - ナビゲーター
- 皇后四代〜思いは時を超えて〜（2019年4月29日 22:00～23:30、NHK BSプレミアム） - ナレーション[34]
- にっぽん百低山 (2022年12月21日、NHK) ₋ 旅人[35]

### ラジオ
- ゆうちょ LETTER for LINKS（2011年4月 - 2016年3月、JFN）
- SUZUKI ハッピーモーニング　羽田美智子のいってらっしゃい（2020年4月6日 - 、ニッポン放送・NRN）[36]
- うどうのらじお（2020年9月18日、ニッポン放送） - 有働由美子夏期休暇時の代理パーソナリティー

### CM
- 日産自動車「スカイライン」R32後期型（1991年8月 - 1992年）
- AGF
- 資生堂 プルミエ（1990年）
- シード （1993年2月 -）
- 第一生命（1996年）[37]
- シマヤ
- 花王
  - ビオレ カリテの美白、ビオレu モイスチャー、ビオレu ティントパウダー（1996年）
  - ソフィーナ ホワイトニング（2011年）※ 松本孝美と共演
- ABCマート brilliant by Hawkins Sport
  - 「初めての場所、初めての体験」（2012年10月 -）
  - 「まだまだ、知らない景色がある。」「だから、もっともっと楽しみたい。」（2013年4月 -）
  - 「歩きでしか見られない景色も、旅には沢山あるんですね。」（2013年10月 -）
  - 「楽しまなくっちゃ」（2014年10月 -）
- ニベア花王 アトリックス
  - プレミアムハンドクリーム19年新発売篇（2019年8月 -）
  - 桜の香り新発売篇（2020年8月 -）
- ロート製薬 パンシロン
  - 「おなか空いた」篇（2023年3月 - ）

### イメージビデオ
- 夢でいいから（1990年1月、パワースポーツ）
- 永遠の美少女（2002年9月27日、ニューシネマジャパン）

### 舞台
- イット・ランズ・イン・ザ・ファミリー〜パパと呼ばないで!〜（2004年7月、ル テアトル銀座）
- LOVE LETTERS（2005年4月、PARCO劇場）
- グレーのこと（2017年11月 - 12月、浅草九劇、ONEOR8公演）[38]
- 熱海五郎一座 新橋演舞場シリーズ第11弾 東京喜劇『黄昏のリストランテ ～復讐はラストオーダーのあとで～』（2025年6月2日 - 27日、新橋演舞場）

## 書籍
- 羽田美智子が着る春夏ニット（2000年、芸文社、ISBN 978-4874654729）
- 羽田美智子 私のみつけた京都あるき（2009年、集英社、ISBN 978-4087814194）
- 羽田美智子 私のしあわせ京都あるき（2011年、集英社、ISBN 978-4087814743）
- 羽田美智子が見つけた 沖縄 すてき、ひとめぐり。（2016年、光文社、ISBN 978-4-334-97863-1）
- 羽田さんに聞いてみた、小さな幸せの見つけ方（2020年、宝島社、ISBN 978-4-299-00747-6）

### 写真集
- PURPLE（1989年、近代映画社）ISBN 978-4764815773

## 受賞歴
- エランドール賞（新人賞、1994年）
- 第18回日本アカデミー賞（新人俳優賞、1995年）
- 第19回日本アカデミー賞（優秀主演女優賞、1996年）[39]